# Luehea paniculata
Luehea paniculata là một loài thực vật có hoa trong họ Cẩm quỳ. Loài này được Mart. mô tả khoa học đầu tiên năm 1826.